# Острокапци
Острока̀пци е село в Северозападна България. То се намира в община Димово, област Видин.

## География
Селото е разположено в малка долина по поречието на река Арчар, върху стар римски път. Според местни името на селото идва от това, че мъжете носили изострени капи (калпаци).

## Население
Преброяване на населението през 2011 г.
Численост и дял на етническите групи според преброяването на населението през 2011 г.:
|                     | Численост | Дял (в %) |
| Общо                | 77        | 100,00    |
| Българи             | 68        | 88,31     |
| Турци               | 0         | 0,00      |
| Цигани              | 5         | 6,49      |
| Други               | 0         | 0,00      |
| Не се самоопределят | 0         | 0,00      |
| Неотговорили        | 4         | 5,19      |

## Редовни събития
- Местният селски събор се провежда всяка година на 1 май.